# Netty Probst
Netty Probst, född 1903, död 1990, var en luxemburgsk advokat och feminist.
Netty Probst blev landets första advokat 1927 (Marguerite Welter fick tillstånd 1923, men praktiserade aldrig). Detta uppfattades som en stor seger för kvinnorörelsen. I sin yrkesverksamhet verkade hon för kvinnors rättigheter. Hon företrädda kvinnor i skilsmässor, och bevisade 1939 att det var olagligt att avskeda kvinnor på grund av graviditet.  